# Les Diables verts de Monte Cassino
Pour plus de détails, voir Fiche technique et Distribution.
Les Diables verts de Monte Cassino (titre original : Die grünen Teufel von Monte Cassino) est un film allemand réalisé par Harald Reinl, sorti en 1958.

## Synopsis
La 1re division parachutiste allemande est envoyée à Avignon. Certains soldats se blessent pendant le saut, comme le sous-officier Karl Christiansen. Il était Fähnrich et est rétrogradé pour avoir refusé d'exécuter un soldat ennemi. À l'hôpital, il se met en couple avec l'infirmière Inge qui le soigne. L'Oberleutnant Reiter a aussi des vues sur Inge. Inge et les soldats se séparent quand la division part pour Cassino. Ils doivent repousser l'offensive alliée. La position doit être maintenue aussi longtemps que possible. Toutefois l'abbaye sera épargnée. Les habitants se sont réfugiés ici, Inge, qui est partie elle aussi, leur apporte ses soins. Elle est insultée par Gina. Le père Emmanuel calme les esprits et montre à Inge les chefs-d'œuvre qui ont été mis en protection dans le monastère. Elle le signale au lieutenant-colonel Schlegel qui est consterné. Schlegel doit être rapatrié pour des raisons de santé, cependant il décide de rester sur le front. Il veut sauver les œuvres en les apportant au Vatican.
Il parvient à convaincre l'abbé de la nécessité de l'évacuation des œuvres d'art. Il se sert secrètement de camions qui doivent servir à la guerre. Il dispose les soldats pour la protection du transport. Bientôt les alliés apprennent le mouvement et pensent que les Allemands sont en train de piller l'abbaye. Les partisans sont en position quand le général Heidenreich vient à la rencontre de Schlegel. Reiter revoit Inge à l'hôpital, il se rend compte qu'elle aime Karl. Il assigne Karl comme l'un des cinq hommes qui accompagneront le transport des œuvres. Inge sera aussi présente pour ramener des médicaments et du matériel du Vatican. Dans le camion, Inge et Karl se rencontrent à nouveau.
Dans la nuit, Reiter surprend la jeune Gina dans sa chambre. Elle habitait cette maison que les Allemands ont confisquée. Complice des partisans, elle doit introduire un pistolet. Lorsque Reiter lui saute dessus, elle veut lui jeter un moulin à café mais il parvient à l'en empêcher. Gina le séduit. Le lendemain matin, l'officier fouille l'armoire où Gina avait pris le moulin à café et trouve le pistolet. Il avertit aussitôt ses hommes, ils arrivent juste à temps pour contrecarrer l'attaque de partisans sur le transport. Néanmoins deux hommes de Reiter sont morts. Fausto, un ami de Gina, est fait prisonnier, Karl doit le fusiller. Cependant il fait semblant. Les œuvres parviennent au Vatican sans préjudices.
Un peu plus tard, le 15 février 1944, l'abbaye du Mont-Cassin est détruite par les bombardements. Inge et Karl arrivent un peu plus tard avec Reiter et ses hommes pour aider les blessés et à occuper la position. Reiter est nommé commandant d'un bataillon éloigné et part le rejoindre, il est alors abattu par des soldats américains. La bataille pour le monastère continue. Inge et Karl survivent à la guerre et passent à travers les tombes de ceux qui viennent de tomber.

## Fiche technique
- Titre français : Les Diables verts de Monte Cassino
- Titre allemand : Die grünen Teufel von Monte Cassino
- Réalisation : Harald Reinl, assisté de Lothar Gündisch
- Scénario : Jochen Joachim Bartsch (de), Michael Graf Soltikow (de)
- Musique : Rolf Alexander Wilhelm
- Direction artistique : Arne Flekstad (de), Bruno Monden
- Costumes : Josef Dor
- Photographie : Ernst W. Kalinke
- Effets spéciaux : Erwin Lange
- Son : Carl Becker
- Montage : Ingeborg Taschner
- Production : Franz Seitz Jr.
- Sociétés de production : Franz Seitz Filmproduktion
- Société de distribution : Constantin Film
- Pays d'origine :  Allemagne de l'Ouest
- Langue : allemand
- Format : Noir et blanc - 1,37:1 - Mono - 35 mm
- Genre : Guerre
- Durée : 94 minutes
- Dates de sortie :
  -  Allemagne de l'Ouest : 23 avril 1958.
  -  Japon : 9 juillet 1960.
  -  France : 26 août 1960[1].
  -  Finlande : 14 juillet 1961.

## Distribution
- Dieter Eppler: Karl Christiansen
- Antje Geerk: Inge
- Joachim Fuchsberger: Oberleutnant Reiter
- Ewald Balser: Lieutenant-colonel Schlegel
- Elma Karlowa (de): Gina
- Armin Dahlen (de): Père Emmanuel
- Carl Wery: Général Heidenreich
- Leonard Steckel (de): L'abbé
- Jan Hendriks: Fausto
- Agnès Laurent: Hélène
- Wolfgang Preiss: Le médecin militaire Munkler
- Wolfgang Wahl (de): Sergent Greinert
- Wolfgang Neuss: Neumann
- Harald Juhnke (de): Hugo Lembke
- Albert Hehn: Major Zillert
- Hans von Borsody: Un lieutnant
- Michl Lang (de): Un chauffeur de camion
- Hans Terofal: Friedrich

## Histoire
Les Diables verts de Monte Cassino est à l'origine une coproduction germano-italienne avec Fernando Cerchio à la réalisation. Mais la société Transmonde se retire en raison de divergences. Le projet est proposé à Veit Harlan qui n'est pas familier avec le genre et le refuse. Harald Reinl est choisi pour avoir réalisé Solange du lebst. À la place de Felix Lützkendorf, le scénario est écrit en collaboration par Michael Graf Soltikow avec J. Joachim Bartsch d'après une idée d'Albert Armin Lerche.
Lerche fut parachutiste lors de la bataille de Monte Cassino. Le film est basé sur une histoire vraie à l'initiative de Julius Schlegel (de), les chefs-d'œuvre de l'abbaye sont évacués au château Saint-Ange à l'approche du front.
Le tournage du film commence le 25 novembre 1957 à Avignon et continue à d'autres endroits historiques. Julius Schlegel est présent une partie du tournage. Comme on ne peut pas tourner à l'abbaye territoriale du Mont-Cassin, les scènes dans le monastère sont faites dans les abbayes Saint-Jacques et Saint-Emmeran de Ratisbonne. D'autres plans extérieurs sont pris dans la lande de Fröttmaning, un quartier de Munich. Le tournage se termine début février 1958. Le montage comprend des images tournées durant la Seconde Guerre mondiale.

## Source de traduction
- (de) Cet article est partiellement ou en totalité issu de l’article de Wikipédia en allemand intitulé « Die grünen Teufel von Monte Cassino » (voir la liste des auteurs).